# Josep Parera i Romero
Josep Parera i Romero (Barcelona 1830 - 1902) fou un pintor i dibuixant català.
Després d'uns orígens incerts, l'any 1866 esdevingué pintor de cambra d'Isabel II d'Espanya. Tres anys més tard, i requerit per l'Infant d'Espanya Sebastià Gabriel de Borbó, es traslladà a la localitat occitana de Pau. En qualitat de pintor i conseller de l'infant, es desplaçà a Itàlia, on residí fins al 1882, any del seu retorn a Barcelona. Tot i que mantingué una fidelitat al gènere del retrat a l'oli i al pastel, esdevingué un notable caricaturista de personatges catalans de l'època, gènere en el qual assolí una extraordinària qualitat. N'hi ha una sèrie molt àmplia i important a l'antiga col·lecció de Joaquim Maria de Nadal, i a Itàlia també existeixen d'ell grans caricatures diverses d'elles referents als principals noms del Rissorgimento, que han estat objecte d'algunes exposicions destacades allà. Ramon Casas li va dedicar un retrat, avui conservat al MNAC. És l'autor del retrat de Ramon Muntaner existent a la Galeria de Catalans Il·lustres (1883). També es conserva obra seva a la Biblioteca Museu Víctor Balaguer

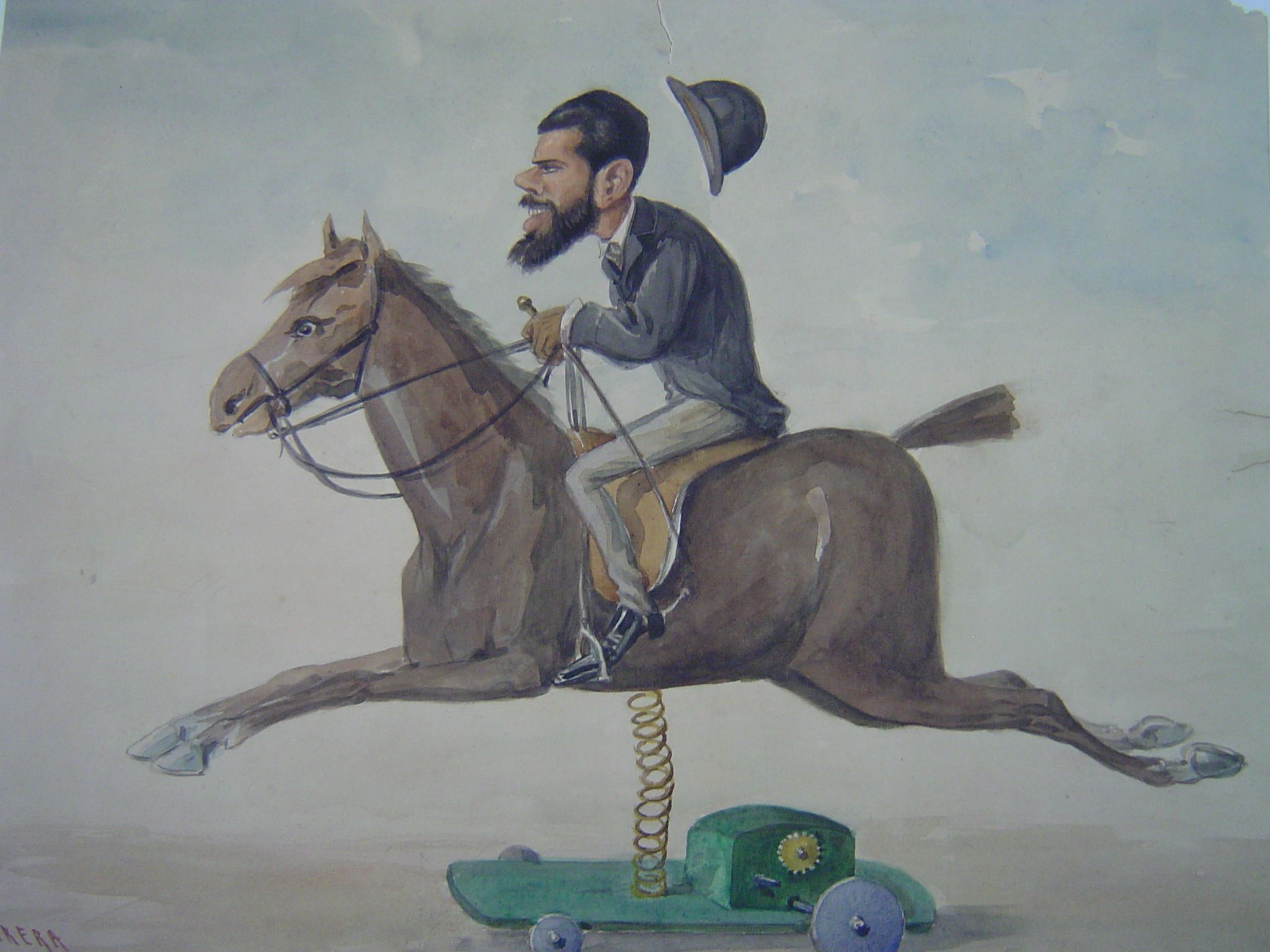
Caricatura d'un genet amb barba, 1899.